# 7361 Endres
7361 Endres este un asteroid din centura principală de asteroizi.

## Descriere
7361 Endres este un asteroid din centura principală de asteroizi. A fost descoperit pe 16 februarie 1996 la Haleakala în cadrul programului NEAT. Asteroidul prezintă o orbită caracterizată de o semiaxă mare de 2,67 ua, o excentricitate de 0,09 și o înclinație de 2,8° în raport cu ecliptica.